# Palanujärv
Palanujärv (est. Palanujärv) – jezioro w Estonii, w prowincji Valgamaa, w gminie Haanja. Należy do pojezierza Haanja (est. Hannja järved). Położone jest na zachód od wsi Palanumäe. Ma powierzchnię 0,7 ha linię brzegową o długości 309 m, długość 120 m i szerokość 60 m. Sąsiaduje m.in. z jeziorami Tuhkrijärv, Kurgjärv, Väikjärv, Paadikõrdsi, Taltjärv, Kolga, Kõvvõrjärv. Położone jest na terenie obszaru chronionego krajobrazu Haanja (est. Haanja looduspark).